# ホロ

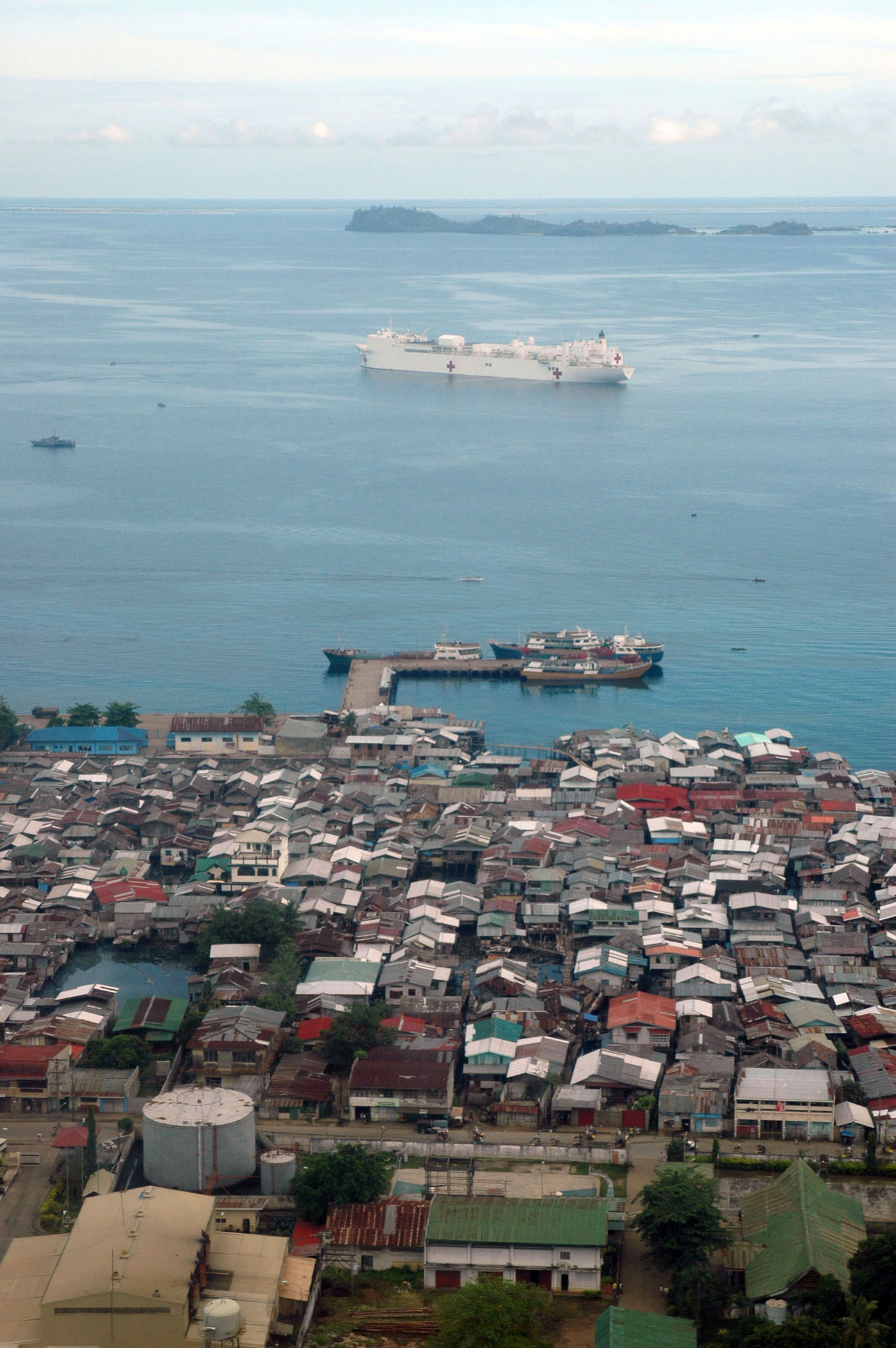
ホロの俯瞰

ホロ（Jolo）は、フィリピン南部スールー諸島のホロ島北岸にある港町。

## 概要
市ではないが、スールー州の州都である。2020年の国勢調査では人口は137,266人。バランガイ数は8。
ホロはかつてスールー王国のスルタンの都であり、マニラがまだ小さな港町であった中世にはすでに中国や東南アジアを結ぶ交易の中心として栄えていた。当時スールー王国はイスラム教を受け入れており、住民は現在もムスリムが多い。

## テロ
2019年1月27日、ホロ大聖堂でミサ中に爆発が起き少なくとも20人が死亡し100人以上が負傷した。ISILが犯行声明を出した。